# Amphoe
Un amphoe, in lingua thai อำเภอ, talvolta traslitterato anche amphur, è la suddivisione territoriale di secondo livello della Thailandia, corrispondente a quella di un distretto. Si tratta dell'articolazione interna a ciascuna provincia (in thai จังหวัด, nel Sistema Generale Reale Thai di Trascrizione (RTGS) changwat). A loro volta gli amphoe si suddividono in sottodistretti (in thai ตำบล, in RTGS tambon) e questi in villaggi (in thai หมู่บ้าน, in RTGS muban).
A tutto il 20 novembre del 2009, vi erano in Thailandia 878 amphoe, tra questi non sono conteggiati i 50 distretti di Bangkok (in thai เขต, nel RTGS khet), istituiti con la legge di riforma metropolitana del 1972. Il numero di amphoe per ogni provincia varia a seconda delle dimensioni e della popolazione della provincia stessa, si va da un minimo di tre al massimo di 50 dei khet di Bangkok. L'amphoe meno popolato è quello di Ko Kut (in thai กิ่งอำเภอเกาะกูด, nel RTGS King amphoe Ko Kut), nella provincia di Trat, con poco più di 2.000 abitanti, mentre il più popolato è il distretto di Mueang Samut Prakan, nella provincia di Samut Prakan, con oltre 500.000. Tra i meno estesi ve ne sono alcuni tra i khet di Bangkok, mentre il più vasto è il distretto di Umphang della provincia di Tak, con i suoi 4.325,4 km².
Il Ministero dell'Interno nomina il funzionario a capo del distretto, chiamato in thai นายอำเภอ, nel RTGS Nai Amphoe, che è subordinato al governatore provinciale. L'ufficio distrettuale si chiama Thi wa kan Amphoe (ที่ว่าการอำเภอ), tra le sue varie funzioni c'è quella di ufficio del registro dello stato civile.

## Amphoe Mueang
I distretti capoluogo di provincia sono quelli nel cui territorio è ospitato l'ufficio amministrativo principale e vengono detti Amphoe Mueang (อำเภอเมือง). La sola eccezione è la provincia di Ayutthaya, dove viene chiamato Amphoe Phra Nakhon Si Ayutthaya, letteralmente il distretto della capitale del Regno di Ayutthaya.
Di solito, sia le province che gli Amphoe Mueang comprendono e prendono il nome dalla città più grande della provincia, che ricade però nella suddivisione amministrativa municipale chiamata Thesaban (Thai: เทศบาล, RTGS: thetsaban). Le città occupano solo una parte del territorio del distretto, in cui sono comprese anche aree rurali.
I distretti capoluogo che non comprendono le città più grandi sono quelli delle province di Tak (Mae Sot è la città più grande della provincia), di Pathum Thani (Rangsit è la città più grande), di Songkhla (Hat Yai è la città più grande), di Chonburi (Pattaya è la città più grande), di Narathiwat (Su-Ngai Kolok è la città più grande) e di Prachuap Khiri Khan (Hua Hin è la città più grande).

## King amphoe
Fino al 15 maggio del 2007, esistevano i distretti minori, creati per le zone più remote della provincia, chiamati king amphoe (กิ่งอำเภอ), in cui king (กิ่ง), significa branca. In tale data, nel quadro del decentramento amministrativo, il governo thailandese li ha promossi al livello dei distretti normali. Il provvedimento è diventato esecutivo il 24 agosto dello stesso anno, con la pubblicazione sulla Gazzetta Reale.